# Richard Schmundt

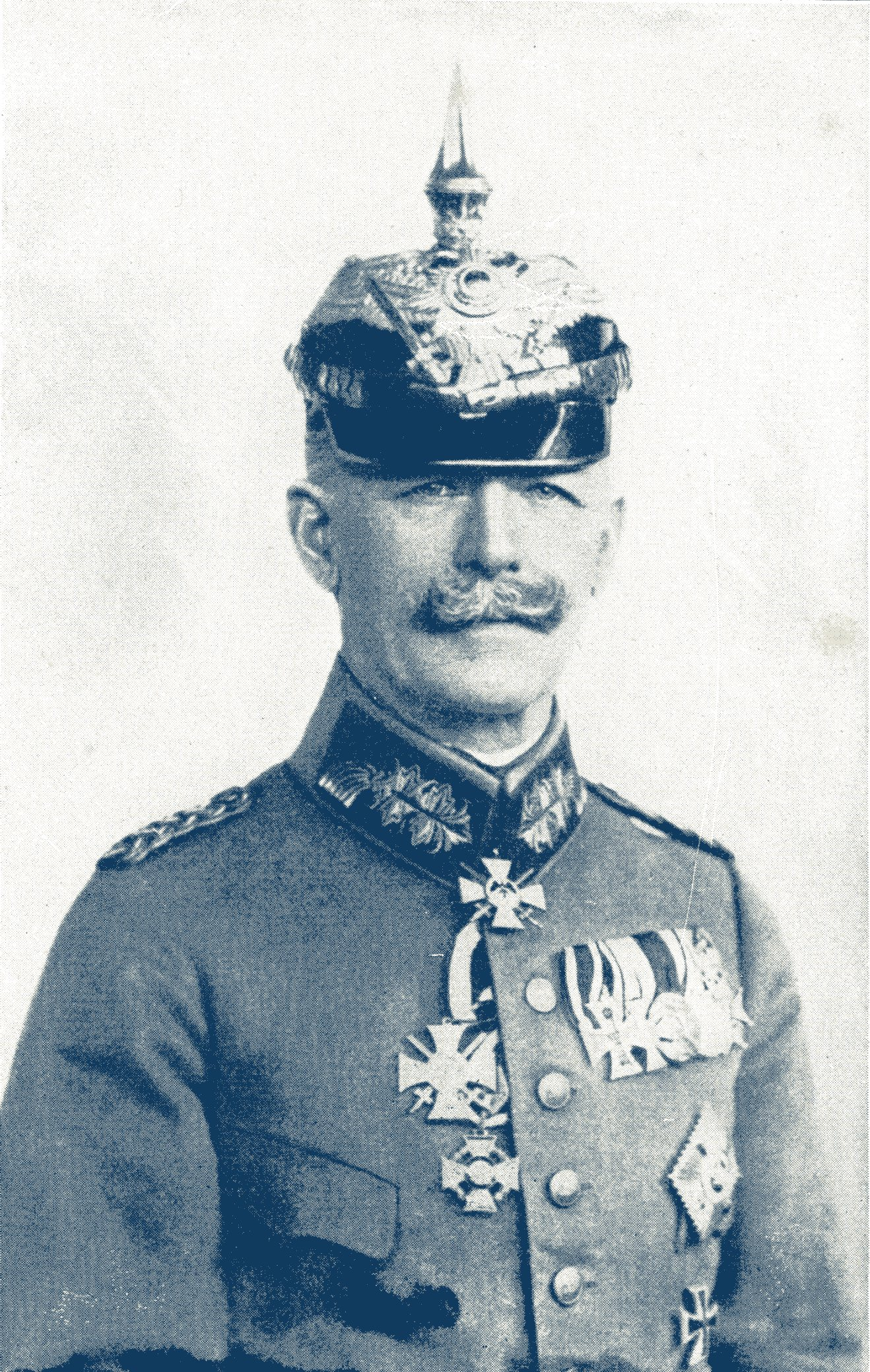
Generalleutnant Richard Schmundt (1856-1927), um 1919

Richard Schmundt (* 5. Oktober 1856 in Hirschfeld; † 10. November 1927 in Brandenburg an der Havel) war ein preußischer Generalleutnant.

## Leben
Richard Schmundt war der Sohn des preußischen Oberbaurats Gustav Alexander Schmundt (1823–1908) und dessen Frau Karoline Juliane Auguste Schmundt, geb. Friederici (1833–1908).
Schmundt wurde am 12. Oktober 1878 zum Leutnant befördert. Am 19. Juli 1913 wurde er Kommandeur des Füsilier-Regiments „Prinz Heinrich von Preußen“ (Brandenburgisches) Nr. 35. Anschließend befehligte er im Ersten Weltkrieg als Oberst vom 25. Oktober 1914 bis März 1915 die 11. Infanterie-Brigade, die dann als 112. Infanterie-Brigade neu aufgestellt und noch bis Anfang November 1915 von ihm kommandiert wurde. Ab 8. Oktober 1915 hatte er das Kommando über die 10. Infanterie-Brigade. Am 5. Oktober 1916 wurde er zum Generalmajor befördert und 1917 als Generalleutnant zur Disposition gestellt. Als z.D.-Offizier war Schmundt 1918 Kommandeur der stellvertretenden 1. Infanterie-Brigade in Tilsit.
Am 3. Oktober 1895 heiratete er Hedwig Maria Schmundt, geborene Seyffardt (* 5. Juli 1873 in Krefeld; † 2. April 1962 in Hannover). Aus der Ehe gingen der General der Infanterie Rudolf Schmundt und der Sozialwissenschaftler und Anthroposoph Wilhelm Schmundt hervor. Richard Schmundt wurde auf dem Bornstedter Friedhof beigesetzt.